# Parascorpididae
Famille
Les Parascorpididae sont une famille de poissons. Cette famille n'est pas reconnue par ITIS qui en fait une sous-famille, Parascorpidinae, qu'elle place sous Perciformes → Percoidei → Kyphosidae.

## Liste des genres et espèces
Selon FishBase et ITIS :
- genre Parascorpis Bleeker, 1875
  - Parascorpis typus Bleeker, 1875